# 夏治世
夏治世（1963年1月12日—）為台灣男性配音員。

## 人物介紹
- 早期曾參與廣播電台工作，之後轉居幕後配音行業，並曾獲邀開設相關配音訓練課程。
- 與配音員丘台名共同參與製播的公共電視台兒少節目《古典魔力客》，入圍行政院新聞局民國96年廣播電視小金鐘獎「最佳藝術呈現獎」。
- 擔任《禁錮天使》國語版鈴木敬子配音的田中千繪之配音指導老師。

## 配音作品
- 主要角色名稱以粗體顯示。

### 台灣動畫
| 播映年份 | 作品名稱       | 配演角色                            | 配演語言 | 首播平台   | 備註               |
| -------- | -------------- | ----------------------------------- | -------- | ---------- | ------------------ |
| 2007     | 阿法貝樂園     | 阿法貝 I P 橙子 天將 Bob橡皮擦 路克 | 國語     | 華視       | （教育文化頻道）   |
| 2009     | 禁錮天使       | 銷售員                              | 國語     | Animax     | 台灣與亞洲多國合製 |
| 2013     | 唐朝小栗子     | 湯包爹 大愚 慕蓉大博                | 國語     | 大愛電視台 |                    |
| 2013     | 唐朝小栗子     | 大智 慕蓉大博 湯包爹                | 台語     | 大愛電視台 |                    |
| 2014     | 觀測站少年     |                                     | 國語     | 公視       |                    |
| 2016     | 國寶神獸闖天關 | 大狔 牧馬圖奚官                     | 國語     | 公視       | 同時擔任聲音指導   |

### 台灣動畫電影
| 播映年份 | 作品名稱             | 配演角色                | 配演語言 | 備註 |
| -------- | -------------------- | ----------------------- | -------- | ---- |
| 2010     | 靠岸                 | 算命師 西風父親         | 國語     |      |
| 2010     | 鑑真大和尚           | 思托 忍靈 乞丐丙 水手乙 | 國語     |      |
| 2013     | 夢見                 | 冷先生                  | 國語     |      |
| 2019     | 重甲機神：神降臨     | 司空弦                  | 國語     |      |
| 2022     | 諸葛四郎－英雄的英雄 | 海將軍                  | 國語     |      |

### 台灣遊戲
| 年份 | 作品名稱     | 配演角色               | 配演語言 | 備註   |
| ---- | ------------ | ---------------------- | -------- | ------ |
| 2011 | 仙劍奇俠傳五 | 方永思                 | 國語     | 台灣版 |
| 2015 | 星界神話     | 山穆爾 傑德上校 沃扎克 | 國語     | [ 1 ]  |
| 2015 | 仙劍客棧手遊 | 慕容紫英 思堂          | 國語     |        |
| 2016 | 聖女之歌ZERO | 埃吉世·洛布司          | 國語     | [ 2 ]  |

### 台灣戲劇
| 播映年份 | 作品名稱 | 配演角色 | 角色演員 | 配演語言 | 首播平台 | 備註 |
| -------- | -------- | -------- | -------- | -------- | -------- | ---- |
| 1998     | 還珠格格 | 福爾泰   | 陳志朋   | 國語     | 中視     |      |
| 2003     | 倩女幽魂 | 金光     | 沈晓海   | 國語     | 华视     |      |

### 中國大陸戲劇
| 播映年份 | 作品名稱                  | 配演角色 | 角色演員 | 配演語言 | 首播平台 | 備註 |
| -------- | ------------------------- | -------- | -------- | -------- | -------- | ---- |
| 2001     | 情深深雨濛濛              | 石磊     | 張鐸     | 國語     | 中視     |      |
| 2003     | 還珠格格 第三部：天上人間 | 簫劍     | 黃曉明   | 國語     | 中視     |      |

### 節目旁白
- 中華電視公司《超級星期天》
- 中華電視公司《龍虎綜藝王》
- 中天綜合台《康熙來了》（前期）
- 衛視中文台《女狼俱樂部》（前期）
- 年代綜合台《集樂台灣》
- 公共電視台歷史教育節目《發現者》系列

### 布袋戲
| 播映年份 | 作品名稱           | 配演角色                                              | 配演語言 | 首播平台 | 備註 |
| -------- | ------------------ | ----------------------------------------------------- | -------- | -------- | ---- |
|          | 霹靂俠影之轟定干戈 | 旁白 素還真 鷇音子 意琦行 佛劍分說 劍子仙跡 閻達 迷達 | 國語     |          |      |
|          | 霹靂俠影之轟掣天下 | 旁白 素還真 鷇音子 意琦行 佛劍分說 說太歲 感謝師      | 國語     |          |      |

### 日本動畫
| 播映年份 | 作品名稱                                 | 配演角色                                                                                                  | 首播平台   | 備註                                         |
| -------- | ---------------------------------------- | --- | ---------- | -------------------------------------------- |
| 1996     | 天空戰記                                 | 夜叉王黑木凱 龍王龍馬 迦樓羅王麗牙 闥婆王高野                                                             | 台視       |                                              |
| 1996     | 忍者亂太郎                               | 山田傳藏（前期）                                                                                          | 華視       | 與衛視中文台、緯來日本台、中天娛樂台版本不同 |
| 1997     | 慕敏家族                                 | 慕敏爸爸 史尼夫                                                                                           | 三立都會台 | 與民視版本《嚕嚕米》不同                     |
| 1997     | 爆走兄弟                                 | 鷹羽龍 土屋博士 大神博士 佐上保 近藤源 黑澤太 哈瑪 大三元 休米（96-101話） 佐拉 歐尼（78-79、85話）       | 三立都會台 |                                              |
| 1997     | 新機動戰記GUNDAM W                       | 特洛瓦·巴頓 特列斯·克休里那達 H教授（19話以前） G教授 霍華（19話） 威利基侯爵 奧德 賽普提姆 亞雷克斯 金特 | 中視       |                                              |
| 1999     | 機動武鬥傳G GUNDAM                       | 多門·火州                                                                                                 | 中視       |                                              |
| 2000     | 新機動戰記GUNDAM W 無盡的華爾茲（OVA版） | 特洛瓦·巴頓                                                                                               | 衛視中文台 |                                              |
| 2001     | 犬夜叉                                   | 飛天 | 台視       |                                              |
| 2002     | 機獸新世紀ZOIDS                          | 阿帕契 神父 馬魯克斯 史丁卡（ep.43）                                                                      | 中視       |                                              |
| 2002     | 頭文字D                                  | 池谷浩一郎 史浩 秋山涉（第四季） 二宮大輝                                                                 | 中視       | 第一季~第二季、第四季                        |
| 2003     | 少年偵探 ～推理之絆～                    | 淺月香介                                                                                                  | 三立都會台 |                                              |
| 2006     | 怪傑佐羅力（前譯怪俠索羅力）             | 佐羅力 | 卡通頻道   |                                              |
| 2007     | 地獄少女 二籠                            | 杉田宏久（ep.6） 久住喜八（ep.13） 牧村達彥（ep.13） 菅野郁志（ep.15）                                    | Animax     |                                              |
| 2008     | 藍龍                                     | 藍龍 傑涅拉爾·洛基 勒苟拉斯 旁白 汎密利安                                                                 | 卡通頻道   |                                              |
| 2008     | 槍與劍                                   | 雷·朗格蘭 悟 鉤爪男 赫塞                                                                                  | Animax     |                                              |
| 2008     | 飛天小女警Z                              | 王牌 拉麵怪 義大利麵怪 手畫津 猿田 地底人上野先生(ep.33-B)                                                | 卡通頻道   |                                              |
| 2009     | 天元突破 紅蓮螺巖                        | 卡米那 羅修（七年後） 龜亞姆 阿天波羅                                                                     | Animax     |                                              |
| 2011     | 魔幻石之戰                               | 珍恩 印卡巴 旁白                                                                                          | 卡通頻道   |                                              |
| 2013     | 刀劍神域                                 | 柯巴茲 辛卡                                                                                               | 東森電影台 |                                              |
| 2014     | 核爆末世錄                               | 司馬傳次郎 黑兵衛 夏目八郎                                                                                | Animax     |                                              |
| 2014     | 金田一少年事件簿                         | 冬木倫太郎 江戶川謙次 港屋寛一 大和猛 鳥邊野章                                                            | Animax     | 與台視、民視、衛視中文台版本不同             |
| 2016     | 金田一少年事件簿R                        | 李白龍 王龍 朽沼末吉 園光寺忍 寶樹滋 狩谷周平 黑木守 大塚醫師 鮫島進 梨村亮 陸的父親                      | Animax     |                                              |
| 2016     | 櫻桃小丸子                               | 西城秀治                                                                                                  | MOMO親子台 | 第二期841集起                                |
| 2017     | 烏龍麵之國的金色毛毬                     | 俵宗太 | Animax     |                                              |
| 2017     | 少女編號                                 | 九頭P 萬葉經紀人 角倉創                                                                                   | Animax     |                                              |
| 2017     | 最遊記RELOAD BLAST                       | 紅孩兒 賽太歲 二郎神 波珊                                                                                 | Animax     |                                              |
| 2018     | 歡迎來到實力至上主義的教室               | 堀北學 池寬治 小宮叶吾 戶塚彌彥 橋本正義                                                                  | Animax     |                                              |
| 2018     | 龍王的工作！                             | 清瀧鋼介 山刀伐盡八段 名人                                                                                | Animax     |                                              |
| 2022     | 勇者鬥惡龍 達伊的大冒險（2020年版）      | 霸恩 | 衛視電影台 |                                              |
| 2022     | 影宅                                     | 愛德華／愛德 偉大的爺爺 斑傑明                                                                            | Animax     |                                              |
| 2022     | 前輩有夠煩                               | 武田晴海                                                                                                  | Animax     |                                              |

- 《神劍闖江湖》：齋藤一、武田觀柳、澤下条張、大久保鐵馬、梅爾達斯中尉、靈水※AXN/Animax版本
- 《鬼眼狂刀》：鬼眼之狂
- 《獵人（舊版）》：華石鬥郎
- 《變形金剛：銀河原力》：密卡登
- 《可愛黃金鼠》：爸爸、寵物店老闆、旁白
- 《雙面騎士》：迪恩·德·波蒙
- 《交響情人夢》：峰龍太郎、江藤耕造、峰龍見、玉木圭司
- 《怪物小王子》：狼人
- 《真無敵鐵金剛 衝擊！Z篇》：暗黑寺闇太郎、彼古曼子爵、旁白
- 《宇宙小毛球※卡通頻道重新配音版本》：權助、空夫的爸爸
- 《家有賤狗》※東風衛視版本：近藤三郎※華視版本，近藤三郎，倉元
- 《元祖！抓狂一族》：春捲龍、花園 垣

### 歐美動畫
| 播映年份 | 作品名稱             | 配演角色                                                                    | 首播平台              | 備註           |
| -------- | -------------------- | --------------------------------------------------------------------------- | --------------------- | -------------- |
|          | 酷狗上學記           | 帥哥                                                                        |                       |                |
|          | 寇納勇士             | 綠蛇魔                                                                      |                       |                |
|          | 大鼻與酷蒂           | 黑暗大帝                                                                    |                       |                |
|          | 少年超人隊           | 閃電小子 星光男孩 百變化身怪 藍道博士 博威特 卓克斯 主宰者 莫圖             | 卡通頻道              |                |
|          | 變形金剛進化版       | 飛輪 囉嗦 鋼鎖 閃電                                                         | 卡通頻道              |                |
|          | 飛哥與小佛           | 小佛（第二季起） 布佛·凡·斯東（早期） 巴捷·帕特勒 法蘭西斯·莫來管隊長       | 迪士尼頻道            |                |
|          | 魚樂圈               | 光光老師 鮭魚教練                                                           | 迪士尼頻道            |                |
|          | 愛吃鬼巧達           | 夢多                                                                        | 卡通頻道              |                |
|          | 小王子               | 狐狸                                                                        |                       | 公共電視台版本 |
|          | 阿甘妙世界           | 羅拔 蕉蕉 肖老師 羅伯敦 壽司                                                | 卡通頻道              |                |
|          | 旋風忍者             | 彼拉（第一季、第四季） 陳大師                                               | 卡通頻道              |                |
|          | 蜘蛛人與他的驚奇朋友 | 火星 甲蟲人                                                                 | 迪士尼頻道            |                |
| 1999     | 南方四賤客           | 包不了警官 金寶叔叔 賣假老師 麻雀王子                                       | 衛視西片台、channel V |                |
| 2000     | 飛天小女警           | 王牌                                                                        | 卡通頻道              |                |
| 2001     | 趣怪守護仙           | 科斯摩                                                                      | 尼克國際兒童頻道      |                |
| 2005     | 馬達加斯加的企鵝     | 朱利安國王十三世                                                            | 尼克國際兒童頻道      |                |
| 2006     | Ben 10               | 嘯天狼                                                                      | 卡通頻道              |                |
| 2011     | 探險活寶             | 冰霸王／賽門‧派翠克夫 彩虹姊姊（翻譯機） 檸檬公爵 林肯 火星王 瑟吉亞 少年啪 | 卡通頻道              | 本作聲音導演   |
| 2012     | 天兵公園             | 阿勞（Doug）                                                                |                       |                |
| 2014     | 辛普森家庭           | 孔龍金                                                                      | FOX                   |                |
| 2014     | 朱利安國王萬歲       | 朱利安國王十三世                                                            | 夢工廠                |                |
| 2014     | 星際大戰：反抗軍起義 | 亞斯科                                                                      | 迪士尼頻道            |                |
|          | 忍者好小子           | 藍迪·卡寧漢                                                                 | 迪士尼頻道            |                |
| 2015     | 終極蜘蛛人           | J·約拿·詹姆森 浩克 巫師                                                     | 迪士尼頻道            |                |
| 2015     | 傑克與夢幻島海盜     | 史密                                                                        |                       |                |
| 2015     | 七寶         | 開心果 (Happy) 噴嚏蟲 (Sneezy)                                              | 迪士尼頻道            |                |
| 2015     | 豆豆先生             | 豆豆先生                                                                    | 卡通頻道              |                |
| 2015     | 卡片王子大暴走       | 曾討彦校長                                                                  | 卡通頻道              |                |
| 2015     | 天才阿公             | 叉燒包 科學怪咖 灰熊緣投                                                    | 卡通頻道              |                |
| 2015     | 湯姆傑利秀           |                                                                             |                       |                |
| 2018     | 新唐老鴨俱樂部       | 布拉福·巴澤                                                                 | 迪士尼頻道            |                |
| 2019     | Ricky Zoom           | 邦克警官 麥斯威爾 絲柯蒂奧的爸爸 路普的爸爸                                 | 尼可國際兒童頻道      |                |
| 2019     | 真心喵英雄           | 獨眼獾                                                                      | 卡通頻道              |                |

### 特攝片
- 《特命戰隊Go Busters》：彼得·J·阿角、黑木猛、闇特（Enter）

### 日劇
- 《沒有玫瑰的花店》：汐見英治
- 《CHANGE》：朝倉啟太

### 韓劇
- 《火鳥》：張世勳
- 《成均館緋聞》：文在信
- 《搖滾吧！花樣男團》：張道日、劉勝勳※tvN版本

### 美劇
- 《歌舞青春》系列：波頓教練、佛頓先生、柴克·貝勒
- 《小查與寇弟的頂級生活》：莫斯比
- 《小查與寇弟的頂級遊輪生活》：莫斯比、阿姆雷亞
- 《小潔的保姆日記》：馬立安·莫斯比(第4季第5集客串)
- 《極地惡靈》
- 《恐龍帝國》第二季：林寶

### 日本動畫電影
- 《心之谷》：天澤聖司
- 《機動戰士鋼彈》：夏亞·阿茲納布爾※Animax版本
- 《神奇寶貝劇場版：七夜的許願星 基拉祈》：巴特勒
- 《劇場版 幻想魔傳 最遊記 Requiem 獻給落選者的安魂曲》：沙悟淨、獨角兒
- 《福音戰士新劇場版：序》：碇源堂
- 《福音戰士新劇場版：破》：碇源堂
- 《福音戰士新劇場版：Q》：碇源堂
- 《福音戰士新劇場版：終》：碇源堂
- 《鬼滅之刃 上弦集結，前進刀匠村》：黑死牟（上弦之壹）

### 歐美動畫電影
- 《星際寶貝》：獨眼霹靂
- 《小姐與流氓2：狗兒逃家記》：查克
- 《失落的帝國：神秘的水晶》：賈卡西
- 《星銀島》：斑
- 《熊的傳說》：阿盧
- 《米奇·唐老鴨·高飛三劍客》：吟遊詩人
- 《海底總動員》：小沈、螃蟹
- 《馬達加斯加》：朱利安國王十三世
- 《馬達加斯加2》：朱利安國王十三世
- 《馬達加斯3》：朱利安國王十三世
- 《馬達加斯加爆走企鵝》：朱利安國王十三世
- 《瓦力》：瓦力
- 《史酷比》：薛吉
- 《野蠻任務》：蟒蛇賴瑞
- 《辛巴達七海傳奇》：普羅士
- 《天外奇蹟》：馬弟
- 《夏綠蒂的網2》：田普頓
- 《埃及王子》：監工
- 《腦筋急轉彎》：發財
- 《海底總動員2：多莉去哪兒？》：舵輪、豚豚
- 《公主與青蛙》：詹姆斯（蒂安娜之父）
- 《糯米歐與茱麗葉》： 班尼
- 《森林戰士》：邦巴
- 《怪獸大學》：史乖寶
- 《冰雪奇緣》：奧肯
- 《冰雪奇緣2》：北烏卓領袖
- 《小紅帽》：金剛芭比
- 《蜂電影》
- 《里約大冒險》系列：杜立歐博士
- 《打獵季節系列》：臘腸
- 《丑小鸭和小老鼠》： 成年丑
- 《奇妙仙子》
- 《功夫熊貓2》：沈王爺
- 《無敵破壞王》：泰柏
- 《無敵破壞王2：網路大暴走》：廣告阿利
- 《馴龍高手2》：艾瑞克
- 《大英雄天團》：芥末無薑
- 《動物方城市》：快俠
- 《功夫熊貓3》：鵝阿爹
- 《寵物當家》：麥斯
- 《寵物當家2》：麥斯
- 《可可夜總會》：街頭樂師、古斯塔夫、伊達戈
- 《冰原歷險記：笑星撞地球》：巴克
- 《超人特攻隊2》：戴文森
- 《鋼鐵人：噬甲病毒崛起》：戰爭機器/詹姆斯·羅迪、歐比迪亞·史丹 ※日本和美國合製
- 《糯爾摩斯》：糯爾摩斯
- 《大冒險家》：萊諾爵士
- 《獅子王》(2019)：鬣狗
- 《阿達一族》：神父
- 《玩具總動員4》：釘子褲先生、象梅爾
- 《變身特務》：蘭斯·史特林
- 《辛普森家庭電影版》：特雷·庫爾／綠色歲月合唱團、FOX頻道旁白
- 《靈魂急轉彎》月風
- 《未來小子 (動畫)》: 賀林頓先生
- 《雷霆戰狗》

### 美國電影
- 《聖誕急救隊》：道格
- 《摩登大聖》(英語：The mask):史丹利·伊卜吉
- 《夏綠蒂的網》：老鼠田普頓
- 《神鬼奇航：鬼盜船魔咒》：約夏米·吉布斯
- 《酷爸的瘋狂假期》(Dadnapped)：Maurice
- 《阿拉丁》真人版：賈方
- 《小飛象》：麥斯·麥迪奇
- 《102真狗》：伊文
- 《紅雀》
- 《朵拉與失落的黃金城》
- 《音速小子》：韋德、海軍參謀
- 《加菲貓(2004)》：文德爾、史班奇

### 其他動畫電影
- 《忍者龜：炫風再起》(台語版)：多納太羅 ※美國與香港合製。
- 《許願神龍》：神龍 ※中國和美國合製
- 《超級瑪利歐兄弟電影版》：庫巴

### 海外遊戲
- 《真·三國無雙》：孫權、姜維
- 《戰慄時空2》：古格利神父
- 《鬼屋魔影：死亡界線》：愛德華·康比
- 《星海爭霸II：自由之翼》：吉姆·雷諾、亞坦尼斯、歐蘭上校
- 《爐石戰記》：卡爾洛斯·地獄吼、科爾蘇加德、斯卡瓦酋長、馴犬者、永恆哨兵
- 《劍靈（Blade & Soul）》：唐洪、張元正、鄭軍河、盧洪石
- 《星海爭霸II：蟲族之心》：吉姆·雷諾、歐蘭上校
- 《暴雪英霸》：吉姆·雷諾
- 《星海爭霸II：虛空之遺》：吉姆·雷諾
- 《鬥陣特攻》：柯爾·卡西迪（傑西·麥卡利）
- 《薑餅人王國》：皇家人造奶油餅乾

## 外部連結
- 鵬弟昇輝 每月一星 夏治世 （页面存档备份，存于）